# Чарлз Камарда

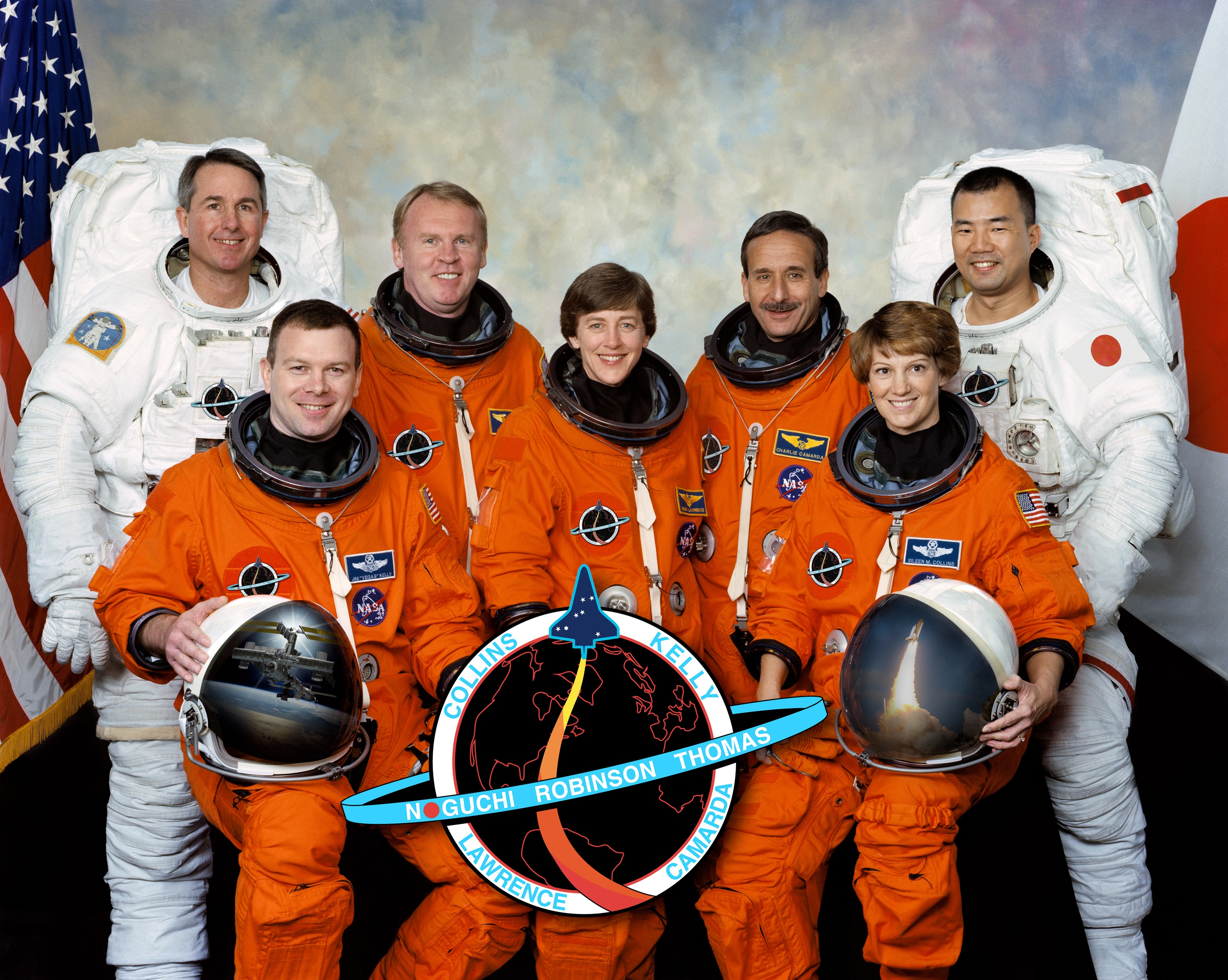
Екіпаж STS-114:Зліва направо: Ендрю Томас, Чарльз Камарда, Уенді Лоуренс, Ейлен Коллінз, Стів Робінсон, Соїті Ногуті, Джеймс Келлі

Чарлз Джозеф Камарда (англ. Charles "Charlie" Joseph Cambria); род. 1952) — астронавт НАСА. Здійснив один космічний політ на шатлі: STS-114 (2005, «Діскавері»).

## Особисті дані та освіта
Чарлз Камарда народився 8 травня 1952 року в Квінсі, Нью-Йорк. У 1970 році закінчив середню школу Архієпископа Моллоя, Ямайка, Нью-Йорк. У 1974 році отримав ступінь бакалавра наук в області аерокосмічної техніки, Політехнічний інститут, Бруклін. У 1980 році отримав ступінь магістра наук в області інженерних наук, Університет Джорджа Вашингтона, Вашингтон, Округ Колумбія. У 1990 році отримав ступінь Ph. D. в області аерокосмічної техніки, Політехнічний інститут, Вірджинія. Дружина — Мелінда Міллер, у них четверо дітей. Він любить бадмінтон, біг, важку атлетику, бокс. Його батьки, Рей і Джек Камарда, проживають в Квінсі, Нью-Йорк. Його брат, Барні Камарда, і сім'я проживають в Валлей-Стрім, Лонг-Айленд.

## до НАСА
У 1974 році Камарда почав роботу в дослідницькому центрі НАСА, Хемптон, штат Вірджинія. Він був ученим-дослідником в Відділенні структур конструкцій і матеріалів, займався дослідженнями можливостей трубок охолодження (відводу тепла) з передньої кромки шатлів. Він займався аналізом і математичною оптимізацією, експериментальними дослідженнями теплових трубок, конструкторською механікою і динамікою, теплообміном, і для літаків, космічних апаратів та космічних ракет-носіїв. Його дослідження і розробки за версією журналу «Промислові дослідження» увійшли до Топ-100 найкращих технічних новинок 1983 («охолодження сендвіч-панелей тепловідвідних трубок»).

## Підготовка до космічних польотів
1 травня 1996 був зарахований до загону НАСА у складі шістнадцятого набору, кандидатом в астронавти. Став проходити навчання за курсом загальнокосмічної підготовки (ОКП). По закінченні курсу, в 1998 році отримав кваліфікацію «спеціаліст польоту» і призначення в Офіс астронавтів НАСА. Отримав призначення в Відділ систем та експлуатації шатлів.

## Польоти у космос
Перший політ — STS-114, шаттл «Діскавері». З 26 липня по 9 серпня 2005 року, як фахівець польоту. Мета експедиції позначена як «Повернення до польотів». Це перший політ шаттла після катастрофи «Колумбії» в 2003 році. Завдання експедиції: перевірка нових систем безпеки шаттла, доставка продовольства та води для екіпажу МКС, перевірка можливості ремонту пошкодження теплового захисту крил шатлів, заміна тих, що вийшли з ладу гіродіна і установка зовнішньої складської платформи ESP-2 на шлюзову камеру «Квест». «Діскавері» доставив на МКС близько 8240 кг вантажів в багатоцільовому вантажному модулі «Раффаелло» та повернув з МКС на Землю близько 8 956 кг відпрацьованих матеріалів. За результатами обстеження «Діскавері» на орбіті виявлено близько 25 пошкоджень («відколів») термозахисту корабля. За заявою НАСА, нормою 145–150 відколів за один старт. Тривалість польоту склала 13 діб 21 год 32 хвилини.
Загальна тривалість польотів в космос — 13 днів 21 годину 32 хвилини.

## Джерело
- Офіційна біографія НАСА [Архівовано 23 листопада 2013 у Wayback Machine.](англ.)